# Vine Grove
Vine Grove è un comune degli Stati Uniti d'America, situato nello Stato del Kentucky, nella contea di Hardin.